# Petrušan
Pjetërshan en albanais et Petrušan en serbe latin (en serbe cyrillique : Петрушан) est une localité du Kosovo située dans la commune/municipalité de Gjakovë/Đakovica, district de Gjakovë/Đakovica (Kosovo) ou de Pejë/Peć (Kosovo). Selon le recensement kosovar de 2011, elle compte 209 habitants, tous albanais.

## Histoire
Le village abrite une église qui remonte au Moyen Âge ; elle est proposée pour une inscription sur la liste des monuments culturels du Kosovo.

## Démographie

### Évolution historique de la population dans la localité
| 1948 | 1953 | 1961 | 1971 | 1981 | 1991 | 2011 |
| ---- | ---- | ---- | ---- | ---- | ---- | ---- |
| 175  | 200  | 247  | 312  | 425  | 504  | 209  |

|  |